# Brot gegen Not
Brot gegen Not ist eine gemeinnützige Stiftung mit Sitz in Düsseldorf. Sie wurde im Mai 2000 von Heiner Kamps ins Leben gerufen.

## Geschichte
Heiner Kamps rief die Stiftung ins Leben, als er seinen Backkonzern Kamps auf Grund eines zu schnellen Wachstums und dadurch entstandener finanzieller Engpässe an die Barilla AG verkaufen musste und dabei zum Rücktritt gezwungen war. Auf Sinnsuche während einer Motorrad-Tour in den Vereinigten Staaten kam ihm die Idee zur Stiftung. Das Stiftungskapital belief sich zum Zeitpunkt der Einrichtung der Stiftung 2000 auf 1,6 Millionen Euro, die Hälfte davon aus Kamps privatem Vermögen. Die Stiftung verfügt über ein jährliches Budget von etwa 100.000 Euro (2013). Die Stiftung speist sich aus Spendengeldern. Zu den prominenten Unterstützern zählen unter anderem Boris Becker, Gabriela Sabatini, Til Schweiger, Michael Rummenigge, Thomas Allofs, Mark Keller, Peter Lohmeyer und Sönke Wortmann, die bei Charity-Events den Gastgeber spielen sowie bei Versteigerungen ihre Zeit oder Sammlerstücke opfern. So versteigerte Vitali Klitschko seine Boxhose, die er im Kampf gegen Corrie Sanders getragen hatte, für 50.000 Euro.
Ziel der Stiftung ist es, Hilfe zur Selbsthilfe zu geben. In einigen von Armut besonders betroffenen Gebieten, insbesondere in Entwicklungsländern, richtet die Stiftung für dort lebende unterprivilegierte Jugendliche und junge Erwachsene Ausbildungsbackstuben ein. In Zusammenarbeit mit ortsansässigen Hilfsorganisationen und erfahrenen Bäckern erlernen die Jugendlichen dort das Handwerk des Bäckers. Ziel ist es, den Jugendlichen mit dieser Ausbildung eine Perspektive für die Zukunft zu geben. Dabei sollen die einzelnen Backstuben nach einer Startphase ihren Betrieb selbst sichern und nur noch im Bedarfsfall auf Stiftungsgelder angewiesen sein.
Zu den Partnern zählen folgende Unternehmen:
- Apax Partners
- Bastian’s
- FMprofessional
- Homann
- Kamps
- Mazars
- Niehaus
- Nordsee

## Projekte
Die Stiftung unterhält einen hauptamtlichen Projektmanager. Die weitere Arbeit wird durch 24 ehrenamtliche Helfer geleistet.
Die Stiftung betreibt weltweit Projekte mit lokalen Partnern. Folgende Projekte werden derzeit unterstützt (Stand: Jahresbericht 2015):
- Padria San Jose in Namaacha, Mosambik: Ein 2011 gestartetes gemeinsames Projekt mit der Welthungerhilfe und der Christian-Liebig-Stiftung. Einrichtung einer Bäckerei und Ausbildungsbackstube.
- Fundacion San Lucas in San Carlos, Nicaragua: Im Frauenhaus Arete wurde eine Ausbildungsbackstube eingerichtet.
- Mzuzu, Malawi: In Zusammenarbeit mit der Capuchin Mission, einer Mission mit Kirche wurde ein Bäckereigebäude eingerichtet. Weitere Partner sind Malawihilfe e.V. und Engagement Global (BMZ).

Laufender Ausbildungsbetrieb:
- seit 2003: Ausbildungsbackstube in Zusammenarbeit mit dem Mosan Center for Special Needs (laufender Betrieb)
- seit 2005: Providência in Belo Horizonte, Brasilien: finanzielle Beteiligung an einer Armenküche des Priesters Mario Pozzoli
- seit 2005: Comedor Personitas in Manuel Alberti, Argentinien: Ausbildungs- und Produktionsbackstube in Zusammenarbeit mit futuro sí
- seit 2006: Ausbildungs- und Produktionsbackstube in Tuzla, Bosnien in Zusammenarbeit mit dem Kinderdorf Selo Mira (Rudolf-Walther-Stiftung)
- seit 2009: Bakery Training Center in Durrës, Albanien
- seit 2009: Verde Vida Pao in Crato, Brasilien, Ausbildungsbackstube in Zusammenarbeit mit dem Aktionskreis Pater Beda e.V.
- seit 2010: Sidi Bernoussi – Einrichtung einer Ausbildungsbackstube in Casablanca, Marokko in Zusammenarbeit mit dem SOS-Kinderdorf Marokko

Abgeschlossene Projekte:
- 2001–2008: Minen Bakery in Tsumeb, Namibia
- 2002–2009: Backstube im Kinderheim Centre de la sauvegarde de l’enfance pour jeunes in Fès, Marokko

## Kuratorium
Das Kuratorium besteht aus (Stand 2017):
- Heiner Kamps, Vorsitzender des Kuratoriums
- Michael Phillips, stellvertretender Vorsitzender
- Peter Becker (Präsident des Zentralverbandes des deutschen Bäckereihandwerks e.V.)
- Coordt von Mannstein (Inhaber und Geschäftsführer Von Mannstein Werbeagentur)
- Silke Niehaus (Geschäftsführende Gesellschafterin Niehaus III Werbeagentur)

## Auszeichnungen
Der Verein erhielt das DZI Spenden-Siegel des Deutschen Zentralinstituts für soziale Fragen.